# Myiopharus perplexa
Myiopharus perplexa là một loài ruồi trong họ Tachinidae.